# Czaszka z Calaveras

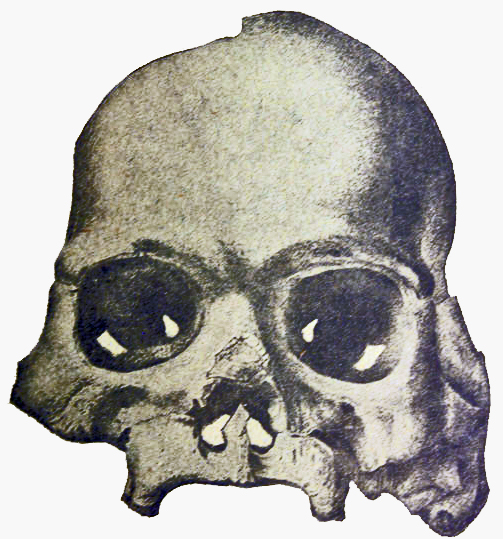
Rysunek czaszki z Calaveras

Czaszka z Calaveras – sfałszowane szczątki prehistorycznego człowieka odnalezione rzekomo w 1866 roku w hrabstwie Calaveras w Kalifornii.
Czaszka miała zostać wykopana w lutym 1866 roku, w trakcie prac górniczych prowadzonych na południowy wschód od Sacramento, w znajdującej się pod pokładami lawy warstwie na głębokości 40 metrów. Przesłano ją następnie Josiahowi Whitneyowi, geologowi z Harvard University, który po przebadaniu tej skamieniałości uznał ją za autentyczną. Kopalne szczątki człowieka pochodzące z głębokich osadów plioceńskich miały potwierdzać tezę, iż kontynent amerykański jest zasiedlony co najmniej tak długo jak Azja i Europa.
W 1869 roku w lokalnej gazecie ukazała się informacja, iż robotnicy sfałszowali znalezisko, chcąc zażartować sobie z akademików. Całą sprawę wykpił Bret Harte w napisanym w 1899 roku satyrycznym wierszu To the Pliocene Skull. W 1901 roku archeolog Frederick Ward Putnam z Peabody Museum stwierdził, iż czaszka należała do Indianina zmarłego w czasach historycznych i została skradziona z jakiegoś grobowca. Opublikowane w 1986 i 1992 roku wyniki datowania radiowęglowego potwierdziły, iż materiał kostny nie ma więcej niż 1000 lat. Pomimo to autentyczność czaszki jako argumentu negującego teorię ewolucji jest uznawana do dziś przez niektórych reprezentantów kreacjonizmu.